# Lasioglossum sphecodimorphum
Lasioglossum sphecodimorphum är en biart som först beskrevs av Joseph Vachal 1892.  Lasioglossum sphecodimorphum ingår i släktet smalbin, och familjen vägbin. Inga underarter finns listade i Catalogue of Life.

## Bildgalleri

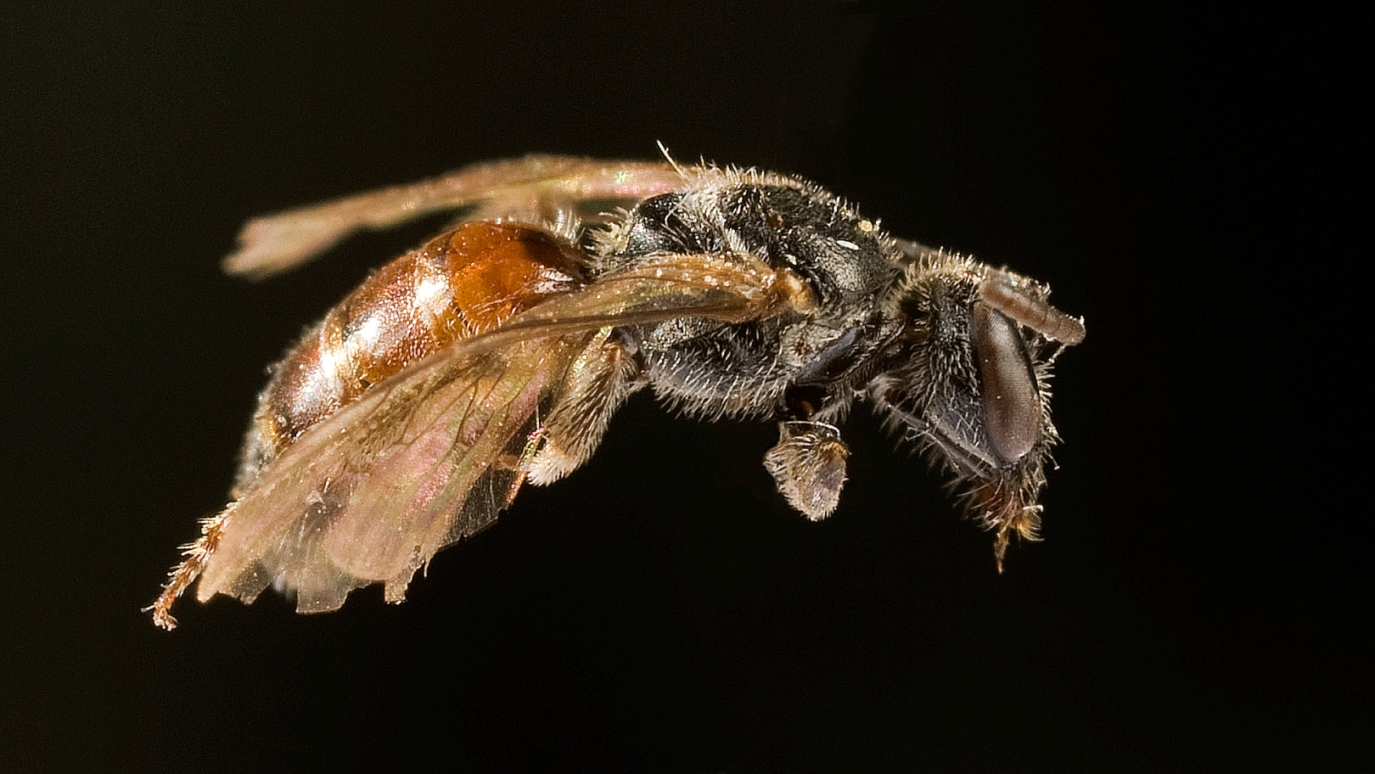